# Droga krajowa B87 (Niemcy)
Droga krajowa 87 (niem. Bundesstraße 87, B 87) – niemiecka droga krajowa przebiegająca  z południowego zachodu na północny wschód od skrzyżowania z drogą B4 i B88 w Ilmenau w Turyngii do skrzyżowania z drogą B5 we Frankfurcie nad Odrą w Brandenburgii.

## Miejscowości leżące przy B87

### Turyngia
Ilmenau, Wolfsberg, Griesheim, Stadtilm, Großhettstedt, Dienstedt, Barchfeld an der Ilm, Kranichfeld, Tannroda, Bad Berka, Hetschburg, Buchfart, Oettern, Mellingen, Umpferstedt, Rödigsdorf, Apolda, Rannstedt.

### Saksonia-Anhalt
Eckartsberga, Gernstedt, Poppel, Taugeitz, Hassenhausen, Bad Kösen, Schulpforte, Almrich, Naumburg (Saale), Wethau, Plotha, Plennschütz, Weißenfels, Lösau, Pörsten, Rippach, Röcken, Lützen.

### Saksonia
Markranstädt, Lipsk, Taucha, Jesewitz, Eilenburg, Doberschütz, Mockrehna, Torgau, Zwethau, Döbrichau.

### Brandenburgia
Löhsten, Herzberg (Elster), Kremitzaue, Schlieben, Naundorf, Hohenbucko, Wüstermarke, Langengrassau, Luckau, Duben, Neuendorf bei Brück, Lübben (Spreewald), Biebersdorf, Birkenhainchen, Neukrug, Mittweide, Trebatsch, Sabrodt, Ranzig, Beeskow, Ragow-Merz, Müllrose, Frankfurt nad Odrą.

## Historia
Droga między Frankfurtem a Lipskiem istniała od średniowiecza.
W 1819 r. zakończono utwardzanie pierwszego odcinka pomiędzy Lipskiem i Eckartsberga. Kolejne odcinki były rozbudowywane i utwardzane do 1860 r.
Od 1875 r. wprowadzono oznakowanie państwowych szos pruskich (niem. preußische Staatschaussee).  Droga z Lipska do Frankfurtu oznakowana była jako preußische Staatschaussee Nr. 33, z Lipska do Weißenfels jako preußische Staatschaussee Nr. 69 oraz z Halle do Weimar jako preußische Staatschaussee Nr. 66.
W 1932 r. wyznaczono przebieg Reichsstrasse 87 z Frankfurtu do Umpferstedt, gdzie krzyżowała się z Reichsstrasse 7.
W 1961 r. władze NRD oznakowały drogę z Frankfurtu do Ilmenau jako Fernverkehrsstraße 87.

## Linki zewnętrzne

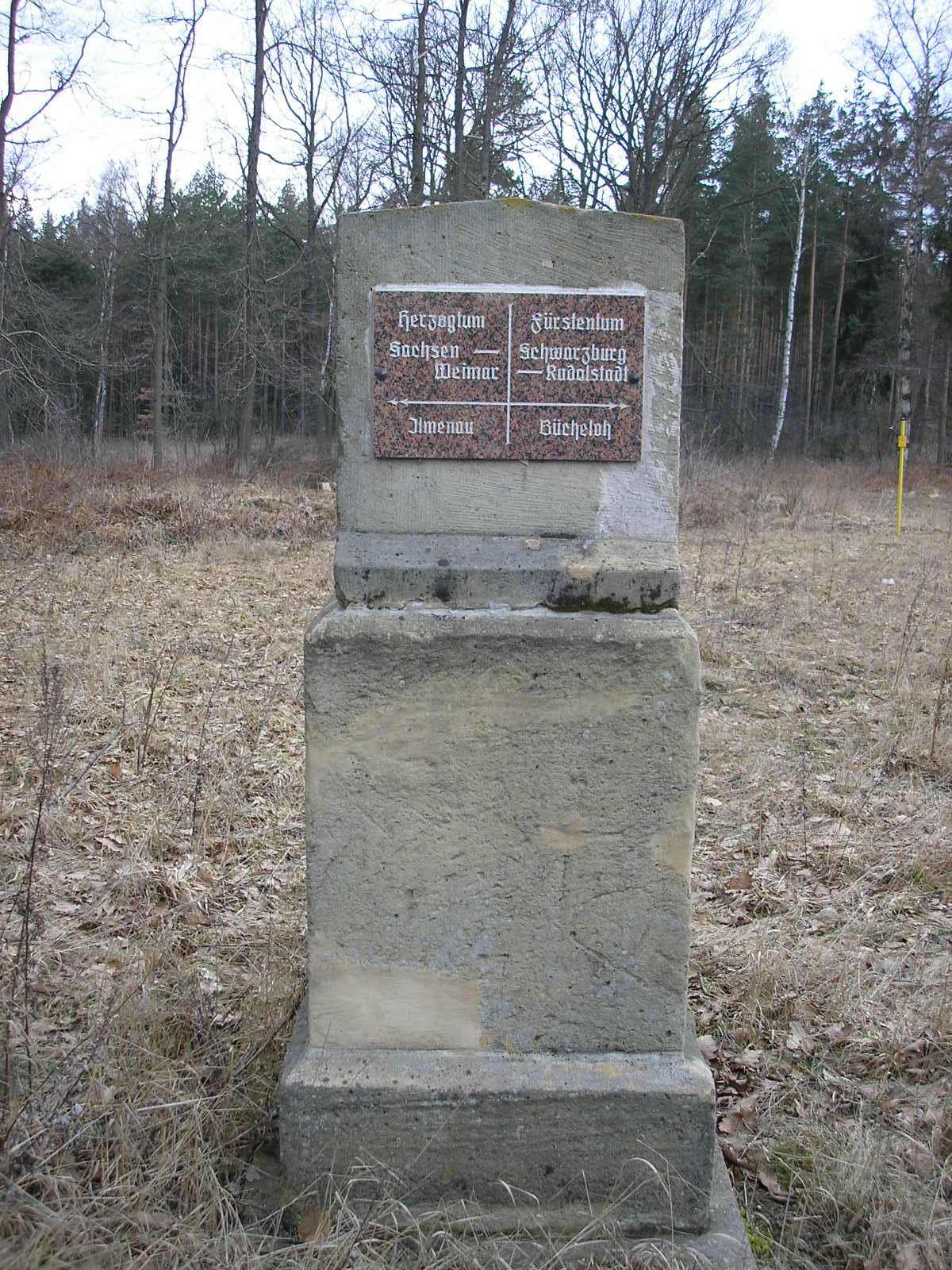
Kamień graniczny koło Ilmenau